# ديوغو فيجيراس
ديوغو فيجيراس (بالبرتغالية: Diogo José Rosário Gomes Figueiras‏) مواليد 1 يوليو 1991 في البرتغال، هو لاعب كرة قدم برتغالي يلعب مع نادي إشبيلية كمدافع. مثّل منتخب البرتغال لكرة القدم فئة الشباب.

## روابط خارجية
- ديوغو فيجيراس على موقع الاتحاد الأوربي (الإنجليزية)
- ديوغو فيجيراس على موقع قاعدة بيانات كرة القدم.إي يو (الإنجليزية)
- ديوغو فيجيراس على موقع Soccerbase.com (لاعب) (الإنجليزية)
- ديوغو فيجيراس على موقع Soccerway.com (الإنجليزية)
- ديوغو فيجيراس على موقع AS.com (الإسبانية)